# Châtas
Châtas (1793 und 1801 noch mit der Schreibweise Chatay) ist eine französische Gemeinde mit 36 Einwohnern (Stand 1. Januar 2022) im Département Vosges in der Region Grand Est (bis 2015 Lothringen). Sie gehört zum Arrondissement Saint-Dié-des-Vosges und zum Gemeindeverband Saint-Dié-des-Vosges.

## Geografie

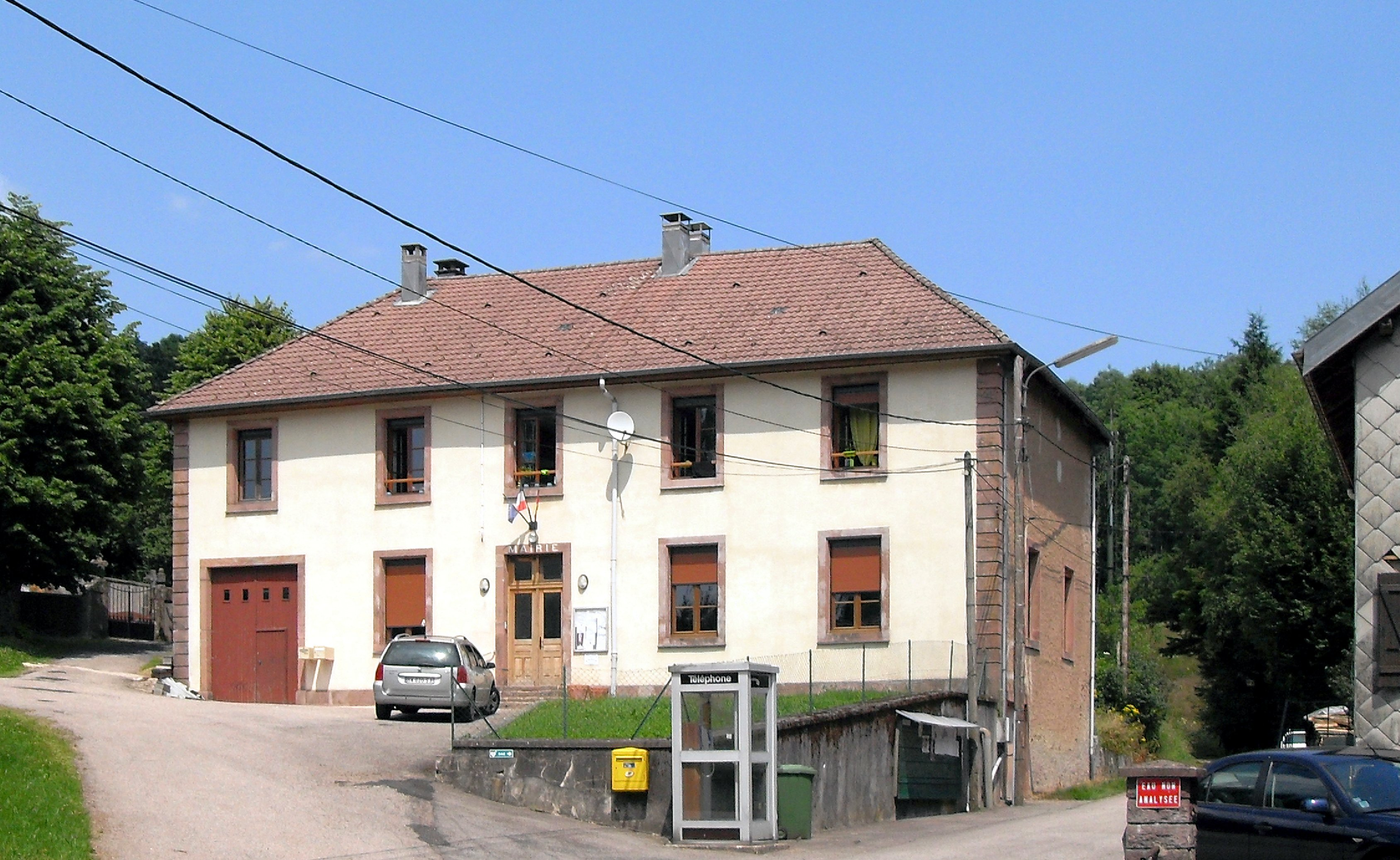
Mairie Châtas

Die Gemeinde Châtas liegt in den Vogesen, etwa 14 Kilometer nordöstlich von Saint-Dié-des-Vosges, der Hauptstadt (chef-lieu) des gleichnamigen Arrondissements. Das 5,55 km² große, fast vollständig bewaldete Gemeindegebiet von Châtas reicht im Osten bis auf wenige hundert Meter an den Vogesenkamm heran, der hier die Grenze zum (Département Bas-Rhin) bildet. Das Dorf Châtas liegt in einem schmalen Talkessel, der vom Gebirgsbach Ruisseau de la Saales ausgewaschen wurde. Dieser fließt als Ruisseau des Gouttes in nordwestlicher Richtung zum Rabodeau, einem rechten Nebenfluss der Meurthe. Der Talkessel von Châtas wird eingerahmt von bewaldeten Höhen, die den Talboden um 100 bis 150 Meter überragen. Die höchsten Erhebungen im Gemeindegebiet heißen:
- Blamont 611 m
- Haut de l’Estrépoud 754 m
- Haut de Belfays 810 m

Zu Châtas gehören die Weiler und Höfe Pré Lannequin, Thiarupt und Les Motrosses. 
Nachbargemeinden von Châtas sind Le Puid im Norden, Grandrupt im Nordosten und Osten, La Grande-Fosse im Südosten, Ban-de-Sapt im Süden und Südwesten sowie Ménil-de-Senones im Nordwesten.

## Geschichte
Das Gebiet der heutigen Gemeinde gehörte zur Linie Obersalm des Grafengeschlechtes Salm. 1739 wurden diese zu Reichsfürsten ernannt. Von 1751 bis zur Französischen Revolution bestand das Fürstentum Salm-Salm mit der Residenz in der nahen Kleinstadt Senones. Als 1766 Lothringen an Frankreich fiel, war das kleine Fürstentum eine Exklave in Frankreich. 1793 annektierte Frankreich das Fürstentum und Châtas wurde zur Gemeinde in den heutigen Grenzen. Der Name der Gemeinde war zunächst Chatay, im Jahr 1801 wurde dieser zu Châtas geändert.
Kirchlich gehörte die Pfarrei Châtas zum Bistum Toul, das 1777 in die Diözesen Toul, Saint-Die und Nancy zerfiel. Die für Châtas zuständige Diözese Saint-Dié wurde nach dem Konkordat von 1801 aufgelöst und erst 1823 rekonstituiert.
Aus dem 17. Jahrhundert sind Hexenprozesse in Châtas überliefert, was insofern außergewöhnlich ist, dass es im Jahr 1634 in Châtas nur 15 Familien gab.

## Bevölkerungsentwicklung
| Jahr      | 1962 | 1968 | 1975 | 1982 | 1990 | 1999 | 2010 | 2021 |
| Einwohner | 65   | 68   | 70   | 60   | 42   | 42   | 55   | 37   |

Mit 36 Einwohnern (1. Januar 2022) gehört Châtas zu den kleinsten Gemeinden des Départements Vosges. Nach starkem Wachstum im 19. Jahrhundert erreichte Châtas im Jahr 1856 mit 355 Einwohnern seinen bisherigen Höchststand. Ab 1891 nahm die Bevölkerungszahl kontinuierlich ab; 1926 wurde die 100-Einwohner-Marke unterschritten. Die Zahlen basieren auf den Daten von cassini.ehess und INSEE.

## Sehenswürdigkeiten
- Kirche St. Angelus und St. Barbara (Église Saints-Anges et Sainte-Barbe)

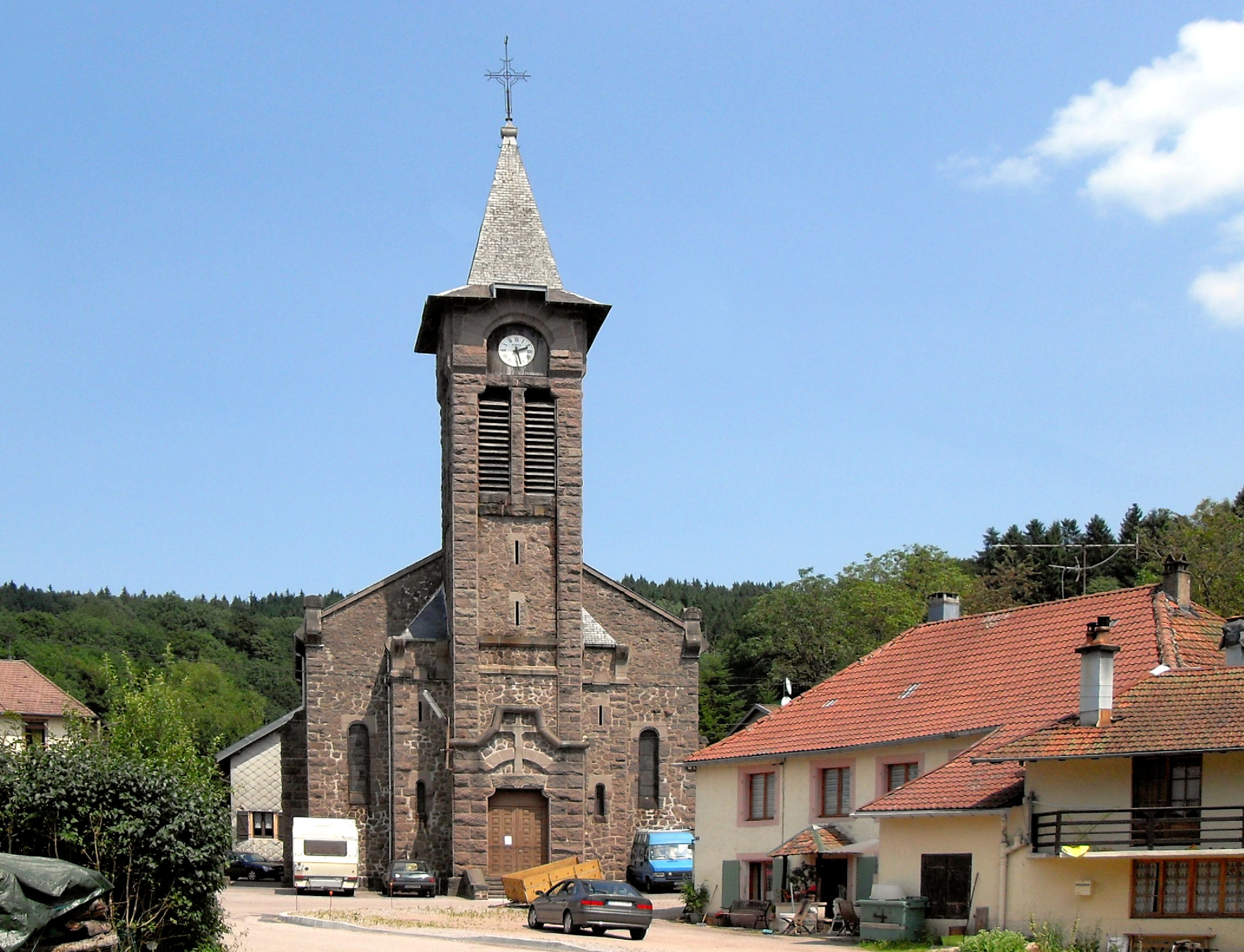
Kirche St. Angelus und St. Barbara

## Wirtschaft und Infrastruktur
Land- und Forstwirtschaft spielen in Châtas heute nur noch eine untergeordnete Rolle. Nennenswert sind die Käseherstellung und das Brennen von Obstschnäpsen (Eau de vie). In Châtas gibt es kaum Arbeitsplätze (ein Floristikgeschäft). So pendeln viele Bewohner in umliegende größere Gemeinden.
Châtas liegt abseits der überregional wichtigen Verkehrswege. Schmale Straßen führen aus Richtung Saint-Dié-des-Vosges und Senones nach Châtas. Eine weitere Straßenverbindung führt über Le Vermont zum Col de Hantz, der ins elsässische Breuschtal überleitet. Der nächste Bahnhof befindet sich in der 14,5 Kilometer entfernten Stadt Saint-Dié-des-Vosges an der Bahnstrecke Strasbourg–Saint-Dié mit Anschlüssen nach Épinal und Lunéville.